# 24046 Malovany
24046 Malovany (1999 TX3) là một tiểu hành tinh vành đai chính được phát hiện ngày 2 tháng 10 năm 1999 bởi L. Šarounová ở Đài thiên văn Ondřejov.